# IEEE Intelligent Systems
IEEE Intelligent Systems, é uma publicação bimestral da IEEE Computer Society. É uma revista patrocinada pela AAAI. Tem como co-patrocinadores a British Computer Society e a European Coordinating Committee for Artificial Intelligence.
Foi estabelecido em 1997 como IEEE intelligent systems & their applications até o ano de 2001.